# ماکسیم لوتسنکو
ماکسیم لوتسنکو (انگلیسی: Maksym Lutsenko؛ زادهٔ ۳۰ ژانویهٔ ۱۹۹۳) بازیکن بسکتبال اهل اوکراین است.